# (2294) Andronikov
(2294) Andronikov es un asteroide perteneciente al cinturón de asteroides, descubierto el 14 de agosto de 1977 por Nikolái Stepánovich Chernyj desde el Observatorio Astrofísico de Crimea (República de Crimea).

## Designación y nombre
Designado provisionalmente como 1977 PL1. Fue nombrado Andronikov en honor al historiador ruso Irakli Luarsábovich Andrónikov.